# کوه منگشت
منگشت یکی از کوهستان‌های شهرستان‌های ایذه و لردگان است که از شمال غربی (شرق دریاچه آب بوندان) آغاز و تا حوالی روستای روریش به طول حدود ۸۰ و عرض بین ۲۰ تا ۲۵ کیلومتر امتداد می‌یابد و منطقه ای به وسعت حدود ۱۸۵۰ کیلومتر مربع را زیر پوشش قرار می‌دهد. بلندترین قله این کوهستان ۳۶۱۳ متر ارتفاع دارد که در ۵۵ کیلومتری جنوب شرقی ایذه و ۵۲ کیلومتری غرب لردگان و ۱۳ کیلومتری شمال غربی روستای لیراب واقع است. کوهستان منگشت از جنوب شرقی به کوه‌های سردوفون و جاشیرکش و از شمال غربی به کوه‌های زوزرک و کژگرد متصل می‌شود و یکی از طویل‌ترین رشته کوه‌های زاگرس است. رودهای هلایجان، ابوالعباس، آب زرک، صیدون از دامنه‌های غربی و رودهای لیراب و سمه سرچشمه از دامنه جنوبی و رودهای خرسان و کارون از دامنه شرقی این کوهستان سرچشمه می‌گیرند. در منتهی‌الیه شمالی این کوهستان دریاچه بوندان به ابعاد ۲/۵×۲/۵ کیلومتر و در دامنه جنوبی آن دریاچه دوتو قرار دارد.